# Championnat du Venezuela de football 1963
Navigation
Saison 1962 Saison 1964
La saison 1963 du championnat du Venezuela de football est la septième édition du championnat de première division professionnelle au Venezuela et la quarante-troisième saison du championnat national. Les six clubs participants sont regroupés au sein d'une poule unique où ils s'affrontent deux fois, à domicile et à l'extérieur. À la fin de cette première phase, les quatre premiers disputent la poule pour le titre.
C'est le Deportivo Italia qui remporte la compétition, après avoir battu en finale nationale le tenant du titre, le Deportivo Portugués. C'est le deuxième titre de champion de l'histoire du club.
Le championnat comporte un intérêt supplémentaire par rapport aux éditions précédentes puisque le vainqueur se qualifie pour le tour préliminaire de la Copa Libertadores 1964.

## Les clubs participants
| - Deportivo Portugués - Tiquire Flores - UD Canarias - Deportivo Italia - Deportivo Galicia - La Salle FC |

## Compétition
Le barème utilisé pour établir le classement est le suivant :
- Victoire : 2 points
- Match nul : 1 point
- Défaite : 0 point

### Première phase
| Rang | Équipe               | Pts | J  | G | N | P | Bp | Bc | Diff |
| ---- | -------------------- | --- | -- | - | - | - | -- | -- | ---- |
| 1    | Tiquire Flores       | 13  | 10 | 6 | 1 | 3 | 27 | 22 | +5   |
| 2    | Deportivo Galicia    | 13  | 10 | 4 | 5 | 1 | 16 | 12 | +4   |
| 3    | Deportivo PortuguésT | 11  | 10 | 4 | 3 | 3 | 20 | 21 | -1   |
| 4    | Deportivo Italia     | 11  | 10 | 3 | 5 | 2 | 18 | 15 | +3   |
| 5    | La Salle FC          | 7   | 10 | 2 | 3 | 5 | 19 | 23 | -4   |
| 6    | UD Canarias          | 5   | 10 | 1 | 3 | 6 | 13 | 20 | -7   |

|  | Qualification pour la poule pour le titre |

### Poule pour le titre
| Rang | Équipe               | Pts | J | G | N | P | Bp | Bc | Diff |
| ---- | -------------------- | --- | - | - | - | - | -- | -- | ---- |
| 1    | Deportivo PortuguésT | 5   | 3 | 2 | 1 | 0 | 8  | 3  | +5   |
| 2    | Deportivo Italia     | 5   | 3 | 2 | 1 | 0 | 6  | 2  | +4   |
| 3    | Tiquires Flores      | 2   | 3 | 1 | 0 | 2 | 3  | 6  | -3   |
| 4    | Deportivo Galicia    | 0   | 3 | 0 | 0 | 3 | 3  | 9  | -6   |

|  | Qualification pour la poule pour le titre |

Finale nationale :
| Équipe 1         | Résultat | Équipe 2            |
| ---------------- | -------- | ------------------- |
| Deportivo Italia | 2 - 1    | Deportivo Portugués |

## Bilan de la saison
| Championnat du Venezuela de football 1963 |                             |
| Champion                                  | Deportivo Italia (2e titre) |
| Coupes et trophées                        |                             |
| Vainqueur de la Coupe du Venezuela 1963   | UD Canarias                 |
| Qualifications continentales              |                             |
| Copa Libertadores 1964                    | Deportivo Italia            |
| Promotions et relégations                 |                             |
| Promus en Primera División                | Aucun                       |
| Relégués en Segunda A                     | Aucun                       |